# Offene Kirche (Württemberg)
Offene Kirche ist ein kirchenpolitischer Zusammenschluss innerhalb der Evangelischen Landeskirche in Württemberg.

## Schwerpunkte
Der Verein vertritt bewusst eine liberale Theologie und sieht sich insbesondere als Gegensatz zur missionarisch-evangelistisch orientierten Gruppierung Lebendige Gemeinde. Sie ist basisdemokratisch organisiert. Sie betont den gesellschaftlichen Auftrag der Kirche und den diakonischen Einsatz für Frieden, Gerechtigkeit und Bewahrung der Schöpfung in Zusammenarbeit mit der ökumenischen Gemeinschaft. Unter anderem setzt sie sich ein für die Gleichberechtigung Homosexueller in der Kirche.

## Geschichte
Die Vereinigung wurde 1972 gegründet und hat mittlerweile mehr als 1000 Mitglieder. Gründungsinitiator und erster Geschäftsführer war der damalige Gemeinde- und Studierendenpfarrer in Stuttgart-Hohenheim/Steckfeld, Manfred Fischer.
Der Verein mit Sitz in Stuttgart steht als eine von vier Gruppierungen in der württembergischen Landeskirche bei den Kirchenwahlen zur Landessynode mit ihren Kandidaten zur Wahl und wird deshalb auch oft als eine Art Kirchenpartei bezeichnet. In der Landessynode bilden die gewählten Synodalen den Gesprächskreis Offene Kirche. Die Offene Kirche ist seit ihrer Gründung die zweitstärkste Fraktion in der Landessynode. Bei der Wahl zur 16. Landessynode am 1. Dezember 2019 erreichten die Gesprächskreise Offene Kirche und Lebendige Gemeinde beide je 31 der insgesamt 90 Mandate. Offene Kirche begrüßte das Wahlergebnis als großen Erfolg: „Damit sind wir mit der Lebendigen Gemeinde gleichauf, deren Vormachtstellung erstmals in der Geschichte der Württembergischen Landeskirche gebrochen ist!“

## Organe
Organe des nicht eingetragenen Vereins sind der Vorstand, der Leitungskreis, die Mitgliederversammlung und die Revisoren.
Der Vorstand wird von der Mitgliederversammlung für die Dauer von zwei Jahren gewählt. Er besteht aus der oder dem Vorsitzenden und der oder dem stellvertretenden Vorsitzenden. Diese Ämter müssen geschlechtlich quotiert besetzt sein. Zwischen 2015 und 2021 waren Erika Schlatter-Ernst erste Vorsitzende und Dieter Hödl stellvertretender Vorsitzender. Seit 2021 wird die Offene Kirche durch eine Doppelspitze aus Miriam Bauer und Hans-Ulrich Probst vertreten. Kassierer ist Johannes Dürr.

## AMOS-Preis
Alle zwei Jahre verleiht der Verein den Amos-Preis für Zivilcourage in Religion, Kirche und Gesellschaft. Der Amos-Preis wird von der Amos-Preis-Stiftung getragen.